# العلاقات الأذربيجانية الكيريباتية
العلاقات الأذربيجانية الكيريباتية هي العلاقات الثنائية التي تجمع بين أذربيجان وكيريباتي.

## مقارنة بين البلدين
هذه مقارنة عامة ومرجعية للدولتين:
| وجه المقارنة                                              | أذربيجان        | كيريباتي                        |
| --------------------------------------------------------- | --------------- | ------------------------------- |
| المساحة (كم2)                                             | 86.60 ألف       | 811                             |
| عدد السكان (نسمة)                                         | 10.00 مليون     | 116.40 ألف                      |
| الكثافة السكانية (ن./كم²)                                 | 115.47          | 14.35 ألف                       |
| العاصمة                                                   | باكو            | جنوب تاراوا                     |
| اللغة الرسمية                                             | اللغة الأذرية   | لغة إنجليزية، اللغة الكيريباتية |
| العملة                                                    | مانات أذربيجاني | دولار كريباتي، دولار أسترالي    |
| الناتج المحلي الإجمالي (بليون دولار)                      | 40.75 مليار     | 196.15 مليون                    |
| الناتج المحلي الإجمالي (تعادل القوة الشرائية) بليون دولار | 171.56 مليار    | 224.26 مليون                    |
| الناتج المحلي الإجمالي الاسمي للفرد دولار أمريكي          | 5.50 ألف        | 1.42 ألف                        |
| الناتج المحلي الإجمالي للفرد دولار أمريكي                 | 17.52 ألف       | 1.81 ألف                        |
| مؤشر التنمية البشرية                                      | 0.751           | 0.590                           |
| رمز المكالمات الدولي                                      | +994            | +686                            |
| رمز الإنترنت                                              | .az             | .ki                             |
| المنطقة الزمنية                                           | ت ع م+04:00     |                                 |

## منظمات دولية مشتركة
يشترك البلدان في عضوية مجموعة من المنظمات الدولية، منها:
| علم المنظمة | اسم المنظمة                   | تاريخ انضمام أذربيجان | تاريخ انضمام كيريباتي |
| ----------- | ----------------------------- | --------------------- | --------------------- |
|             | الاتحاد البريدي العالمي       | ?                     | ?                     |
|             | بنك التنمية الآسيوي           | 1999                  | 1974                  |
|             | يونسكو                        | 3 يونيو 1992          | 24 أكتوبر 1989        |
|             | البنك الدولي للإنشاء والتعمير | 18 سبتمبر 1992        | 29 سبتمبر 1986        |
|             | الاتحاد الدولي للاتصالات      | 10 أبريل 1992         | 3 نوفمبر 1986         |
|             | مؤسسة التمويل الدولية         | 11 أكتوبر 1995        | 2 أكتوبر 1986         |
|             | الأمم المتحدة                 | 2 مارس 1992           | 14 سبتمبر 1999        |
|             | مؤسسة التنمية الدولية         | 31 مارس 1995          | 2 أكتوبر 1986         |
|             | منظمة حظر الأسلحة الكيميائية  | ?                     | ?                     |

## وصلات خارجية
- موقع وزارة الخارجية الأذربيجانية